# Priorat
Pour les articles homonymes, voir Priorat (homonymie).
Le Priorat est une comarque de Catalogne, province de Tarragone, ayant pour capitale Falset.

## Géographie
Il fait partie du Camp de Tarragone.

### Localisation

Les comarques de Catalogne.
Situation du Priorat.

### Carte détaillée

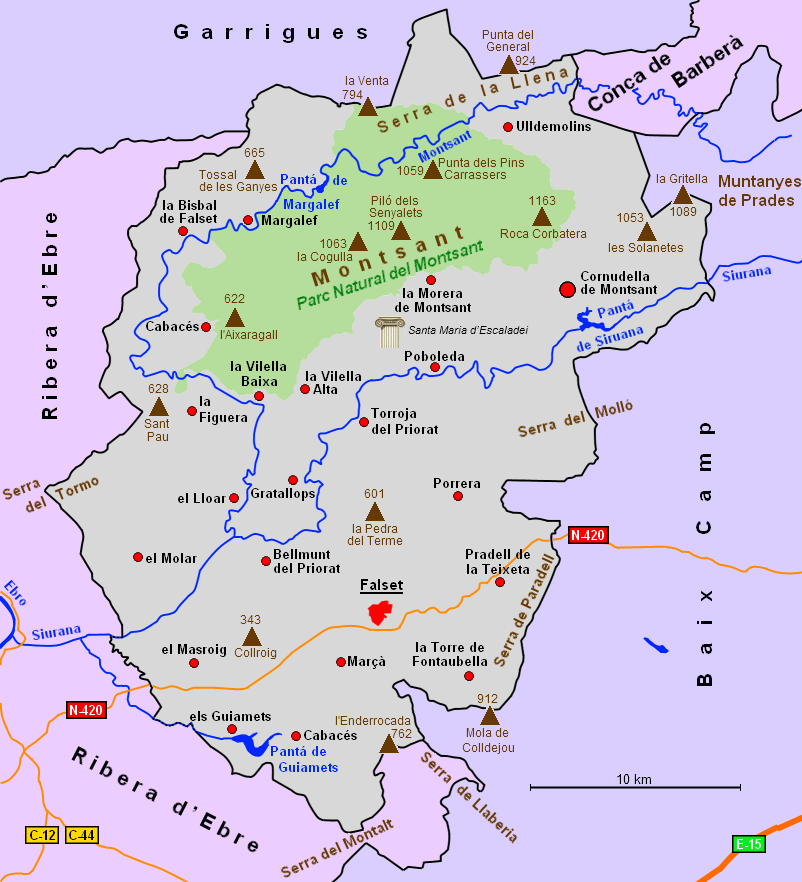
Carte détaillée du Priorat.

## Histoire
En 1218, la chartreuse de Scala Dei, dirigé par un prieur, possèdent les villages de Porrera, Poboleda, La Morera, Torroja et Gratallops. Les chartreux fondent la maison appelée Gran sur la rive gauche du Riu de Siurana, pour recueillir la dîme des territoires qu'ils ont sous leur juridiction d'ou le nom de Priorat donné à la comarque.

## Liste des communes
1. Bellmunt del Priorat
2. la Bisbal de Montsant
3. Cabacés
4. Capçanes
5. Cornudella de Montsant
6. Falset
7. la Figuera
8. Gratallops
9. els Guiamets
10. el Lloar
11. Marçà
12. Margalef
13. el Masroig
14. El Molar
15. la Morera de Montsant
16. Poboleda
17. Porrera
18. Pradell de la Teixeta
19. la Torre de Fontaubella
20. Torroja del Priorat
21. Ulldemolins
22. la Vilella Alta
23. la Vilella Baixa

## Aire protégée
- Parc naturel de la Serra de Montsant

### Référence externe
- Office du tourisme